# 丸ノ内ビルヂング
 丸ノ内ビルヂング（まるのうちビルヂング）は、かつて日本の東京都千代田区丸の内二丁目に存在した三菱地所保有のオフィスビルである。2002年（平成14年）に建て替えられ、現在は表記を一部変更した「丸の内ビルディング」となっている (ノ→の、ヂ→ディ)。

## 概要

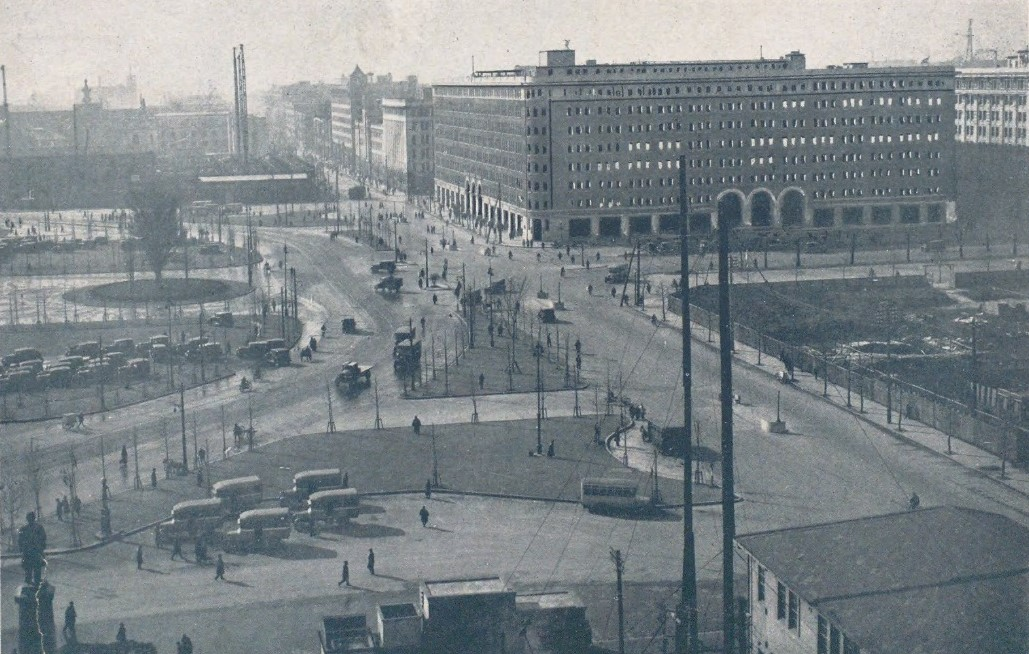
昭和初期。ビル内の事務所数は361を数え、約4000人が働いていた。手前は東京駅前のロータリー。

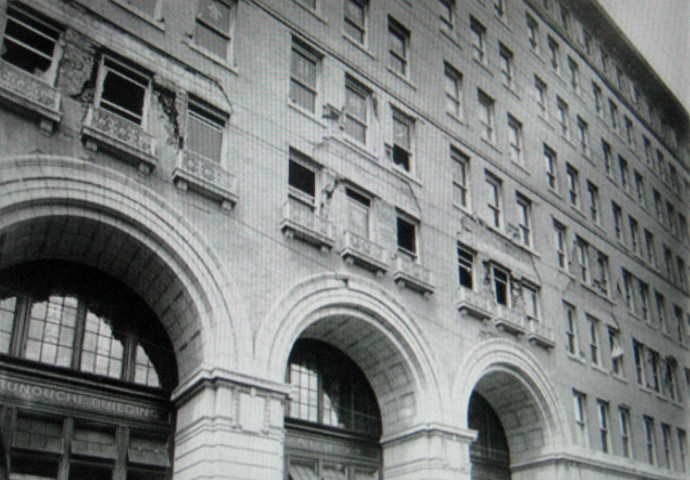
関東大震災により被害を受けた壁面

1923年（大正12年）、三菱合資会社地所部の桜井小太郎の設計により東京駅丸の内駅舎前に竣工した。当初は地上8階、地下1階で、後に地上9階、地下2階に増築された。
オフィスビルの低層階を一般客に開放し、ショッピングモールなどを展開する形態は、当ビルが日本においては先駆的に導入したものであり、近代的なイメージから1929年（昭和4年）に発売された歌謡曲『東京行進曲』など多くの歌や、小説の舞台にもなった。斬新さゆえに、当時は、「入り口の近くに、立ち止まらぬこと」など注意書きを記した『安全第一ビルヂング読本』と題する小冊子を配布するなど不慣れな市民に広報するほどだった。
竣工直後の1923年（大正12年）9月1日に発生した関東大震災により被災し、同年11月25日から1926年（大正15年）7月24日にかけて、復旧補強工事が行われた。また、建設中の1922年4月に起きた神奈川県東部地震でも壁や間仕切りに亀裂が入る被害を受けている。
丸ビルにオフィスが入居すると、朝は東京駅の改札口から丸ビルまで、周辺の交通の流れが遮断されるほどの人の流れができた。このため早々に地下道建設の構想が持ち上がり、1927年（昭和2年）には鉄道省工務局が設計図を完成させている。ただし、工事費の負担については鉄道省と三菱地所側にすれ違いがあり調整を要した。
1969年（昭和44年）には地下2階部分の増築を行っており、外壁は1935年（昭和10年）と1982年（昭和57年）に改修されており、建設当初の外装は失われている。

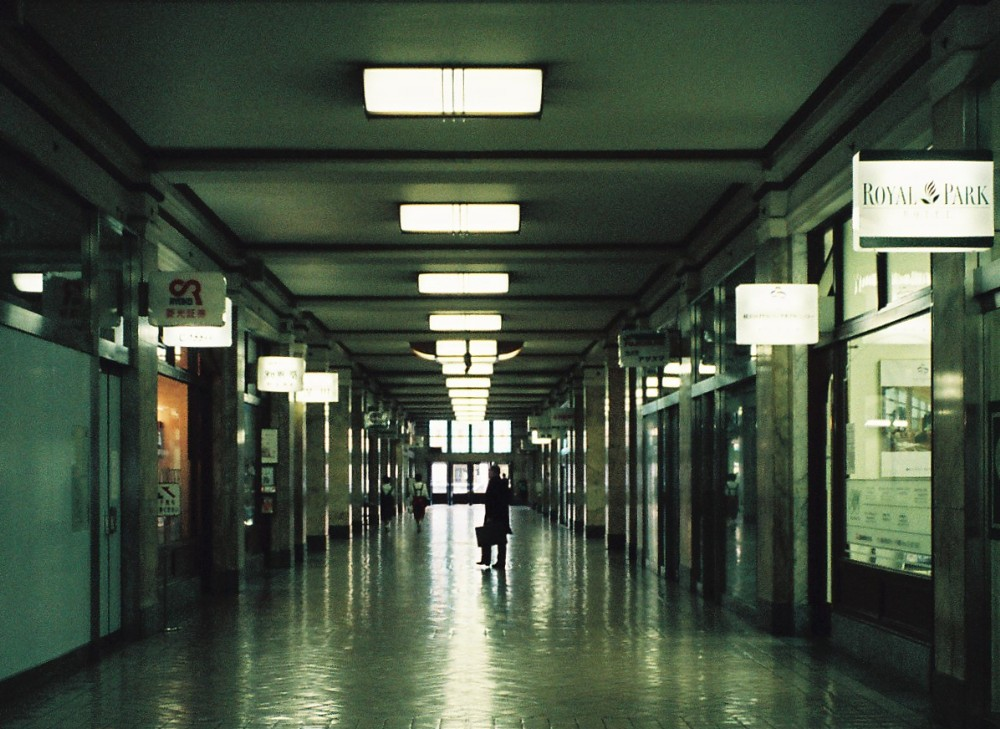
1階（1997年1月撮影）

1995年に三菱地所は、隣接する三菱商事ビルとあわせ、都市計画の特定街区制度を活用して都市計画の指定容積率を超える大規模・高層化を行うことを発表し、1997年4月5日に閉館となった。その後解体され、当地には丸の内ビルディングが建設され、2002年（平成14年）に竣工した。
昭和戦前期で最大のビルであり、「東洋一のビル」といわれ、容量・体積の比較単位として「丸ビル何杯分」などと引用されることもあった。
解体時に発掘された旧ビルの基礎として使用されていた5000本以上のマツ杭（杭基礎）は丸の内ビルディング1階ロビーに2本が保存された他、新丸の内ビルディング (2007年竣工)の床板、近隣の日本ビルのベンチ、三菱地所の用紙パルプ材に再利用されている。